# Stemma della Francia
Lo stemma della Francia non è un emblema ufficiale (come testimoniato dai lavori di Maurice Agulhon, professore al Collège de France).

## Caratteristiche
L'emblema qui rappresentato è una composizione artistica che riunisce vari simboli derivanti dalla tradizione greco-latina. Si tratta di uno scudo tutto in larghezza con le terminazioni laterali rilevate e terminate da teste di leone, caricato delle lettere RF (iniziali di République Française), posato su un fascio repubblicano in palo la cui scure è rivolta a destra (sinistra araldica) e su due rami passati in decusse, di olivo (simbolo di pace) e quercia (simbolo di forza e perennità).
Questo emblema, pur non ufficiale, compare su documenti ufficiali, uniformi di polizia e su molti edifici pubblici, sia statali che municipali, e perfino sui passaporti.
Tale composizione artistica era, in origine, opera dello scultore Jules-Clément Chaplain e fu utilizzata solo ufficiosamente sotto la terza repubblica dal ministro degli esteri, il 29 luglio 1912.
Essa fu poi ripresa dall'artista Robert Louis nel 1953, su richiesta di una commissione interministeriale che si riunì il 3 giugno col fine di rispondere alla richiesta del segretariato dell'ONU che desiderava ornare la sala dell'assemblea generale con gli stemmi degli stati membri. Alla difficoltà di ottenere una soluzione soddisfacente, la commissione espresse il desiderio che il governo si pronunciasse sull'adozione di armi ufficiali della Quarta Repubblica francese, e stabilì che la repubblica francese sarebbe stata rappresentata, nell'attesa di una decisione definitiva, da "una composizione grafica che ricordasse quella adottata dalla III repubblica per la posta diplomatica e consolare all'estero".
Dal 4 settembre 1870 la Francia non ha più uno stemma e nessun atto ufficiale ha mai sanzionato i tentativi di diversi servizi che hanno provato a far rivivere un'araldica repubblicana.

## Logo
La Francia, pur non avendo uno stemma, ha un Logo nazionale ed ufficiale, utilizzato principalmente dal presidente della repubblica e dal suo governo e dalle prefetture.
Il logo rappresenta il profilo della Marianne bianco su sfondo metà blu (parte sinistra) e metà rosso (parte destra), in modo da formare la Bandiera francese.
Sotto questa immagine sono presenti due frasi, una sopra l'altra separate da una linea continua: La prima frase (quella in alto) recita Liberté, Égalité, Fraternité, il motto della Francia, mentre la seconda, in basso recita République française, il nome ufficiale dello stato francese.

## Stemmi storici
| - Stemma della Francia capetingia (1328–1376) - Stemma del Regno di Francia e di Navarra sotto i capetingi (1305-1328) - Stemma semplificato del regno di Francia sotto i Borbone - Stemma semplificato del regno di Francia e di Navarra sotto i Borbone - Stemma grande del Regno di Francia e di Navarra - Stemma del Regno di Francia (1791-1792) - Stemma della Prima Repubblica Francese - Stemma grande del regno dopo la Restaurazione - Stemma della Monarchia di Luglio con lo stemma dei Borbone-Orléans (1830-1831) - Stemma della Monarchia di Luglio dopo la Carta del 1830 (1831-1848) - Stemma del Primo Impero Francese (1804–1814) - Stemma del Secondo Impero Francese (1852-1870) - Stemma de iure del governo di Vichy (1940-1944) - Stemma de facto del Governo di Vichy (1940-1944) - La Croce di Lorena, simbolo della Francia libera (1940-1944) - 1905-1953 - 1953- |